# Dariusz Łowicki
Dariusz Łowicki (ur. 17 lutego 1967 w Pawłowicach) – polski żużlowiec.
Licencję żużlową zdobył w 1986 roku. W czasie swojej kariery reprezentował kluby Unii Leszno (1986–1996 oraz 1998), Iskry Ostrów Wielkopolski (1997), TŻ Opole (1999), LKŻ Lublin (2000), WKM Warszawa (2001) oraz po kilkuletniej przerwie ponownie Kolejarza Opole (2005) i Kolejarza Rawicz (2006).
Jest czterokrotnym medalistą drużynowych mistrzostw Polski: trzykrotnie złotym (1987, 1988, 1989) oraz brązowym (1986). W 1994 r. zdobył w Lesznie tytuł wicemistrza Polski par klubowych. W tym samym roku odniósł jeden z największych indywidualnych sukcesów, zajmując IV miejsce w turnieju o "Puchar FSO" w Lesznie, za Romanem Jankowskim, Tonym Rickardssonem i Rifem Saitgariejewem, a przed m.in. Tomaszem Gollobem, Zdenkiem Tesařem, Simonem Wiggem i Zenonem Kasprzakiem.